# Gerhard Ahrens (Historiker)
Gerhard Ahrens (* 9. Juni 1939 in Hamburg) ist ein deutscher Wirtschaftshistoriker.

## Leben
Ahrens studierte Betriebswirtschaftslehre und Neuere Geschichte an den Universitäten Tübingen, FU Berlin und Hamburg. Nach dem Abschluss als Diplom-Kaufmann wurde er 1969 in Hamburg mit einer agrarhistorischen Arbeit zu Caspar Voght zum Dr. rer. pol. promoviert. An der Hamburger Universität der Bundeswehr habilitierte er sich für das Fach Wirtschafts- und Sozialgeschichte.
Er lehrte als Professor für Sozial- und Wirtschaftsgeschichte an der Universität Hamburg. 1991 gründete er die Arbeitsstelle für Hamburgische Geschichte. Sein Nachfolger wurde 2003 Franklin Kopitzsch.
Ahrens lebt in Lübeck. Er engagiert sich bei den Dienstagsvorträgen der Gesellschaft zur Beförderung gemeinnütziger Tätigkeit und im Verein für Lübeckische Geschichte und Altertumskunde.
Er ist Verfasser von Beiträgen der Hamburgischen Biografie und beteiligt an der von Antjekathrin Graßmann herausgegebenen Lübeckischen Geschichte.

## Schriften
- Caspar Voght und sein Mustergut Flottbek: Englische Landwirtschaft in Deutschland am Ende des 18. Jahrhunderts. Hamburg: Christians 1969, zugl. Hamburg, Wirtsch.- u. sozialwiss. F., Diss. v. 13. Aug. 1969 (Beiträge zur Geschichte Hamburgs 1).
- (Bearb.) Heinrich Sieveking: Werdegang eines Hamburger Gelehrten: Erinnerungen 1871–1914. Hamburg: Gesellschaft der Bücherfreunde zu Hamburg 1977.
- (Bearb.) Gustav Schiefler: Eine hamburgische Kulturgeschichte 1890–1920: Beobachtungen eines Zeitgenossen. Hamburg: Verein für Hamburgische Geschichte 1985, ISBN 3-923356-05-6.
- Krisenmanagement 1857: Staat und Kaufmannschaft in Hamburg während der 1. Weltwirtschaftskrise. Hamburg: Verein für Hamburgische Geschichte 1986, ISBN 3-923356-11-0.
- mit Renate Hauschild-Thiessen: Die Reeder Laeisz, Ballin. Verein für Hamburg. Geschichte, Hamburg 1989, ISBN 3-923356-27-7 (Hamburgische Lebensbilder 2).
- Text in: Joist Grolle (Hrsg.): Das Rathaus der Freien und Hansestadt Hamburg. L-und-H-Verlag, Hamburg 1997, ISBN 3-928119-25-7.